# Sophronitis tenebrosa
Sophronitis tenebrosa es una orquídea, su gran tamaño y color inusual la ha convertido en una especie popular en colecciones particulares, exposiciones botánicas y viveros comerciales por igual. La especie también es popular como padrote para la producción de numerosos híbridos intergenéricos cuya genealogía busque resaltar tonalidades amarillas, verdes, cobres o chocolates, así como para acentuar tonalidades púrpuras en Brassolaeliocattleyas, Laeliocattleyas, Sophrolaeliocattleyas y Potinaras.
Pertenece a la subtribu Laeliinae, alianza Cattleya, una de las divisiones de la familia de las orquídeas. Aún hoy día es conocida informalmente en cultivo como Laelia tenebrosa, aunque a nivel botánico fue correctamente reclasificada en 2000 como S. tenebrosa, suerte que corrieron la totalidad de especies del género Laelia representadas en la “Mata Atlántica” brasileña. 
Es de hacer notar que desde que esta orquídea fue traspasada al género Sophronitis, varios intentos de reclasificarla han surgido, especialmente por parte de botánicos brasileños en un intento por separar las especies de flores grandes de sus contrapartes de flores pequeñas, sin embargo por lo difícil que es separar tanto genética como anatómicamente las antiguas secciones Cattleyodes de Hadrolaelia, y Hadrolaelia de lo que antiguamente se consideraba Sophronitis en stricto-sensu, ninguna de estas reclasificaciones hasta ahora han calado en la comunidad botánica, y por lo tanto, a lo largo de este artículo se le llamará a esta especie por su nombre botánico válido, dejando a discreción personal del lector si desea o no considerar esta especie por su nombre común de cultivo (Laelia tenebrosa), o si por el contrario desea considerarla bajo alguna de las visiones botánicas alternas a la oficial, a saber: Hadrolaelia Chiron & V.P.Castro 2002, Chironiella (Braem, 2006) o Brasilaelia  Campacci & Gutfreund 2006.

## Flores, inflorescencias y aspecto vegetativo general
Ejemplos de la especie
- Variedad alba

http://srv3.onlinestuffs.com/pictureupload/bild25/mte8svj3jn1j5qvplo6s.jpg (enlace roto disponible en Internet Archive; véase el historial, la primera versión y la última).
- Variedad semialba

http://srv3.onlinestuffs.com/pictureupload/bild25/n18nxn5ndnx86w1l0x1z.jpg (enlace roto disponible en Internet Archive; véase el historial, la primera versión y la última).
- Variedad suavissima

http://srv3.onlinestuffs.com/pictureupload/bild25/uhzsgcweqjma0fzoij48.jpg (enlace roto disponible en Internet Archive; véase el historial, la primera versión y la última).
- Variedad suave

http://srv3.onlinestuffs.com/pictureupload/bild25/0zd3a65tdbknv370vvae.jpg (enlace roto disponible en Internet Archive; véase el historial, la primera versión y la última).
- Variedad tipo

http://srv3.onlinestuffs.com/pictureupload/bild25/myl4au01023vksub0crm.jpg (enlace roto disponible en Internet Archive; véase el historial, la primera versión y la última).
- Variedad rubra

http://srv3.onlinestuffs.com/pictureupload/bild25/jr254sw5vpn27ystwkv0.jpg (enlace roto disponible en Internet Archive; véase el historial, la primera versión y la última).
Sophronitis tenebrosa es una especie que posee flores extremadamente parecidas en forma a las de Sophronitis purpurata, normalmente bien presentadas, posee un labio frontalmente circular, cuyo color base es el blanco pero con una mancha frontal del labelo siempre púrpura y de un color siempre sólido-oscuro, desde un pequeño anillo, hasta cubrir o manchar toda la extensión del labelo, lo que comúnmente se conoce en cultivo como “atro”. Sus flores son grandes, entre 14 y 19 cm en promedio, aunque se han registrado casos de flores de hasta 21 cm esto es inusual. De pétalos y sépalos ligeramente ondulados que pueden ser desde el mismo ancho de los sépalos, hasta mucho más gruesos, sin embargo, nunca tan gruesos como para que se puedan dar solapes entre ellos. 
Las flores vienen en una gama de colores que van desde el amarillo verdoso ligeramente bronceado (botánicamente var. suavissima), pasando por distintas tonalidades de bronce (botánicamente var. suave y tipo), hasta alcanzar un color chocolate rojizo encendido en las más oscuras de todas (botánicamente var. rubra). También se conocen dos casos de albinismo, uno parcial con pétalos amarillo a amarillo-verdoso y labio con mancha púrpura (var. semialba), y uno total, con pétalos con iguales descripciones, pero con labio sin el anillo púrpura (var. alba), ambos casos bastante inusuales de ver en cultivo. Es de hacer notar que en cultivo todas las albas, semialbas y suavísimas son clasificadas como “Áureas”, mientras que las suaves son clasificadas como “fumaçinas”, las tipo como “bronces” o “oscuras”, y las rubras son clasificadas como “vinicolor”, pero como ya se dijo, esta clasificación tiene validez netamente a nivel de nombre de cultivo y no de variedad como tal. 
El aspecto vegetativo es muy similar al de una Sopronitis purpurata, con algunas diferencias respecto al sustento de sus pseudobulbos que es muy pobre, lo que se puede apreciar especialmente en los brotes nuevos con su aspecto arrugado o acartonado. No es raro conseguir plantas profusamente manchadas con máculas rojizas, cosa que es completamente normal, y en plantas adultas y bien desarrolladas, tampoco es raro observar hojas exageradamente grandes, incluso para los estándares de una "Laelia brasilera".
Su floración coincide con el verano, en el caso del hemisferio norte ocurre en promedio en los meses de junio-julio con posibles desviaciones interanuales (noviembre a diciembre en el hemisferio sur). Las inflorescencias poseen desde 1 a 2 flores en plantas relativamente juveniles, hasta copiosas floraciones de 4, máximo 5 flores, en plantas ya muy bien establecidas. Sus flores perfumadas con un aroma agradable que recuerda a cítricos pueden durar frescas y presentables unas dos semanas, temporalidad que puede ser alargada un poco dependiendo del grado de protección  que las plantas tengan frente a los elementos.

## Distribución geográfica y hábitat
Mapa de la distribución geográfica histórica de la especie
- http://srv3.onlinestuffs.com/pictureupload/bild25/gb5wuymim02fkj1gy6fh.jpg (enlace roto disponible en Internet Archive; véase el historial, la primera versión y la última).

Es oriunda de Brasil, más precisamente en la frontera entre el estado de Río de Janeiro con Espíritu Santo (al norte del valle del río Paraíba), y el estado Espíritu Santo sur a central siguiendo los municipios céntricos hasta las cercanías del río Doce, siempre a lo largo de la serranía del mar (Serra do Mar), ya que la especie está completamente ausente en el bajo litoral, además de también estar ausente en la serranía paralela a Serra do mar conocida como Serra do mantiqueira.
Es una especie de climas predominantemente frescos, aunque en su ambiente natural se pueden registrar periódicas subidas o bajadas considerables de la temperatura debido a la cercanía con la zona subtropical. En la naturaleza ella se encuentra viviendo entre los 300 a 800 m s. n. m. . Es una especie que gusta de poca luz, de claridad a semisombra, habitando  florestas umbrófilas densas sobre árboles centenarios muy altos, en las partes del tronco más protegidas aunque nunca a sombra verdadera. La especie gusta de una muy elevada y constante humedad ambiental a lo largo de todo el año, y crece en zonas donde también la lluvia está presente todo el año, incluyendo en la así llamada temporada de sequía, la cual implica una reducción de las mismas, pero nunca su ausencia prolongada.
Es necesario acotar que alguna bibliografía cita el norte de Espíritu Santo y el sur y sudeste de Bahía como parte de la distribución geográfica de la especie, sin embargo reconstrucciones minuciosas del hábitat realizadas por el orquideólogo brasileño Francisco Miranda, demuestran que en el pasado se confundió mucho la especie con otra relativamente similar en fenotipo conocida como Sophronitis grandis, especie que si habita dicha área, hecho que dio pie a la confusión entre dos especies que no solapan área de distribución, ecología y rango de altitud preferido. 

## Estado de conservación de la especie
Cuando la especie fue inicialmente descrita por Rolfe en el siglo XIX, parece que era una orquídea si no común ya que no formaba colonias numerosas y tenía el hábito de crecer bajo bajas densidades, si una especie ampliamente distribuida dentro de los límites de la ya citada distribución geográfica.  Sin embargo su hábito de crecer bajo bajas densidades y la desaparición de la “Mata atlántica” de Espíritu Santo a favor de cultivos (principalmente cafetos), destinaron a la especie a la virtual extinción en Espíritu Santo. Considerada como rara durante la primera mitad del siglo XX, y ya extinta en la naturaleza durante casi toda la segunda mitad del siglo XX, se pensó que la especie únicamente sobrevivía en cultivo además de domesticada en jardines de Espíritu Santo. A finales del siglo XX se encontraron algunas colonias al norte del estado de Río de Janeiro donde remanentes de las forestas de “Mata Atlántica” aún están en pie, lugar donde al parecer aún hoy en día sobrevive,  razón por la cual la especie aunque debe considerarse en peligro crítico de desaparición, es incorrecto considerarla como extinta en la naturaleza.
- Datos: Q15080229
- Multimedia: Cattleya tenebrosa / Q15080229
- Especies: Cattleya tenebrosa